# Adolfo Obiang Bikó
El Dr. Adolfo Obiang Biko (nacido en Mbini, Guinea Española, el 30 de abril de 1940) es un autor y político ecuatoguineano, actual presidente del Monalige. Es conocido por su participación activa en el proceso de independencia de Guinea Ecuatorial.

## Biografía

### Familia
Sus padres fueron Santiago Biko Ngwaza y Concha Esila Ndúa Obama. El abuelo del Dr. Biko, Ngwa-Nzé o Ngwaza, fue el jefe supremo de todos los fang en lo que hoy es el territorio continental de Guinea Ecuatorial. Ngwaza, junto con el Rey Bonkoro I de Corisco, firmaron varios tratados comerciales con los alemanes, franceses, ingleses y españoles que condujeron a su presencia colonial en Río Muni con fines comerciales. El tratado terminó el 12 de octubre de 1968, cuando Guinea Ecuatorial obtuvo la independencia de España.
El bisabuelo del Dr. Biko, Obama-Nveiñg, fue un notorio caudillo de Fang-Atamakek y luchador por la libertad que luchó contra el colonialismo español. Obama-Nveiñg fue ejecutado por el gobierno colonial en Puerto Iradier en la primera parte del siglo XX.

### Carrera política

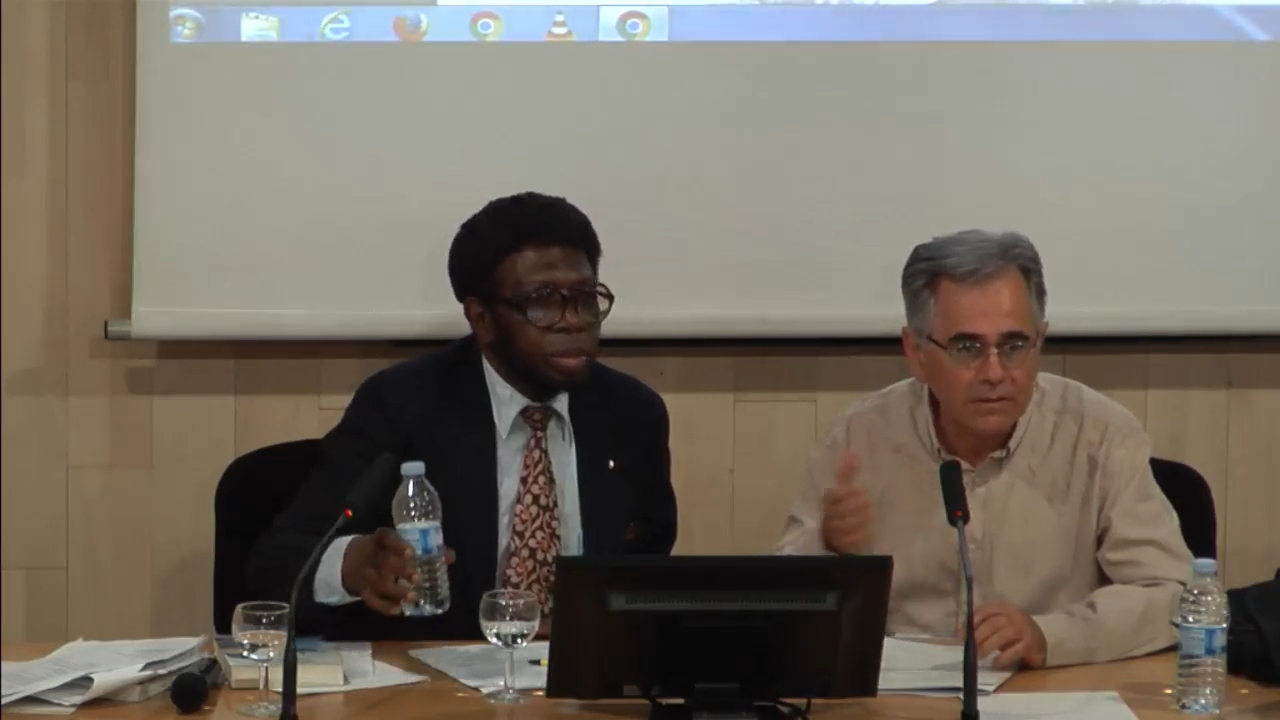
Adolfo Obiang Bikó participando en el V Seminario Internacional del CEAH de la UNED: "50 años de independencia de Guinea Ecuatorial"

Fue miembro de la Mutualidad Guineana, una asociación social y política organizada por los primeros exiliados políticos guineanos en la vecina República de Gabón en 1951. Esta asociación fue la base del Movimiento Nacional de Liberación de Guinea Ecuatorial (Monalige).
Fue miembro de la sección extranjera del Comité Ejecutivo de Monalige durante la lucha por la independencia.
y delegado del Monalige en las reuniones y conferencias interafricanas e internacionales de la Organización de la Unidad Africana en 1963 y 1964.
Asimismo, fue representante oficial del Monalige en Léopoldville, Congo Kinshasa, en 1964.
Fue observador político del Monalige ante las Naciones Unidas en Nueva York, y representante del Movimiento en los Estados Unidos de América de 1965 a 1966.
Un miembro del Alto Mando de Monalige durante un corto período previo a la independencia, se desempeñó como tal en los procesos y negociaciones con España, como lo fueron la Conferencia Constitucional en Madrid y las gestiones ante Naciones Unidas en 1967 y 1968.
Fue un participante activo y uno de los principales oradores durante la campaña electoral a favor de Monalige en Fernando Póo y Río Muni para las Elecciones generales de Guinea Ecuatorial de 1968. El Dr. Biko fue uno de los cofirmantes de los artículos de la independencia de Guinea Ecuatorial en las Naciones Unidas en 1968. 
Obiang Biko fue un pionero en la reorganización de las fuerzas políticas guineanas desde el exilio, opositoras a los regímenes del tirano Francisco Macías Nguema y su sobrino, sucesor y actual dictador Teodoro Obiang Nguema.
Fue cofundador  del Frente de Liberación de Guinea Ecuatorial (FRELIGE), y fue elegido presidente del mismo en 1970.
Presidente de Monalige, vive exiliado en los EE. UU.. Desde 2003, Biko ha vivido a tiempo parcial como residente de los Estados Unidos en el estado de Virginia. Ha buscado ayuda del Departamento de Estado de los Estados Unidos para resolver los disturbios políticos y la corrupción gubernamental en su país natal. A pesar de contribuir a la independencia de Guinea Ecuatorial, el Dr. Biko chocó con las ideologías del nuevo gobierno y ha estado viviendo fuera de su país de origen durante tres décadas. Actualmente trabaja como profesor de matemáticas.

## Obras
- Fernando Poo, the Myth of Spanish Colonialism. Caracas (Venezuela). Universidad Central de Venezuela. Caracas, 1994.
- Equatorial Guinea from Spanish Colonialism to the Discovery of Oil. A Personal Account. Caracas (Venezuela). Municipal Institute of Publications. City Hall of Caracas; 2001.
- Equatorial Guinea from Spanish Colonialism to the Discovery of Oil. A Personal Account. Second Edition. New York (USA). Printing Resolutions, 35 West 35th Street, New York, N.Y. 1001; 2009.
- Naked Like the Others: In Prison in Gabon, Africa. New York (USA). Printing Resolutions, 35 West 35th Street, New York, N.Y. 10001; 2009.
- Guinea Ecuatorial: del Colonialismo español al descubrimiento del petróleo. Tercera edición (2017).[5]
- ¡QUIÉN ES QUIÉN! En el submundo del narcotráfico y lavado de dinero negro del Siglo XXI (2019)[6]